# 維珍媒體

維珍媒體（Virgin Media）是英國的一家電訊企業，在英國提供電話、有線電視、網路服務，總部位於英格蘭雷丁。2013年開始，維珍媒體成為自由全球的子公司。維珍媒體曾經是納斯達克及倫敦證券交易所的上市公司。

## 外部連結
- 维基共享资源上的相關多媒體資源：維珍媒體
- 官方网站
- Virgin Media Business （页面存档备份，存于）
- Virgin Mobile （页面存档备份，存于）